# Elezioni parlamentari in Georgia del 2016
Le elezioni parlamentari in Georgia del 2016 si tennero l'8 ottobre (primo turno) e il 30 ottobre (secondo turno).

## Risultati
| Liste                                 | Proporzionale | Proporzionale | Proporzionale | Uninominale | Uninominale | Uninominale | Totale seggi |
| Liste                                 | Voti          | %             | Seggi         | Voti        | %           | Seggi       | Totale seggi |
| ------------------------------------- | ------------- | ------------- | ------------- | ----------- | ----------- | ----------- | ------------ |
| Sogno Georgiano (con SKP - SDD - SMP) | 856 638       | 48,68         | 44            | 813 353     | 46,95       | 71          | 115          |
| Movimento Nazionale Unito             | 477 053       | 27,11         | 27            | 450 670     | 26,01       | -           | 27           |
| Alleanza dei Patrioti della Georgia   | 88 097        | 5,01          | 6             | 94 202      | 5,44        | -           | 6            |
| Democratici Liberi                    | 81 464        | 4,63          | -             | 81 361      | 4,70        | -           | -            |
| Movimento Democratico -Georgia Unita  | 62 166        | 3,53          | -             | 38 158      | 2,20        | -           | -            |
| Stato per il Popolo                   | 60 681        | 3,45          | -             | 62 261      | 3,59        | -           | -            |
| Partito Laburista Georgiano           | 55 208        | 3,14          | -             | 26 706      | 1,54        | -           | -            |
| Partito Repubblicano di Georgia       | 27 264        | 1,55          | -             | 22 428      | 1,29        | -           | -            |
| L'industria salverà la Georgia        | 13 788        | 0,78          | -             | 19 032      | 1,10        | 1           | 1            |
| Forum Nazionale                       | 12 763        | 0,73          | -             | 22 047      | 1,27        | -           | -            |
| Altri <5000 voti                      | 24 510        | 1,39          | -             | 102 203     | 5,90        | 1           | 1            |
| Totale                                | 1 759 632     | 100           | 77            | 1 732 421   | 100         | 73          | 150          |